# Müllenholz
Müllenholz ist ein Ortsteil von Steinenbrück in der Stadt Overath im Rheinisch-Bergischen Kreis in Nordrhein-Westfalen, Deutschland.

## Lage und Beschreibung
Der kleine Ortsteil Müllenholz nahe der Anschlussstelle Untereschbach der Bundesautobahn 4 ist über die Landesstraße 136 und die Zöllner Straße zu erreichen. Ein Bürgerbus, der von ehrenamtlichen Fahrern bedient wird, fährt regelmäßig über Müllenholz und schließt ihn somit an den öffentlichen Nahverkehr an. Orte in der Nähe sind Steeg, Kleinhurden, Nallingen, Neichen, Oberauel und Stichermühle. Naturräumlich betrachtet gehört Müllenholz zu den Sülzhochflächen.

## Geschichte
Die Topographia Ducatus Montani des Erich Philipp Ploennies, Blatt Amt Steinbach, belegt, dass der Wohnplatz bereits 1715 drei Hofstellen besaß, die als Müllenholts beschriftet sind. Carl Friedrich von Wiebeking benennt die Hofschaft auf seiner Charte des Herzogthums Berg 1789 als Mühlenholtz. Aus ihr geht hervor, dass der Ort zu dieser Zeit Teil der Honschaft Löderich im Kirchspiel Overath war.
Der Ort lag an der Heidenstraße, einer bedeutenden mittelalterlichen Altfernstraße von Köln über Kassel nach Leipzig. Die alte Trasse des alten Höhenwegs verlief auf der heutigen Straße zwischen Altenbrück und Leffelsend.
Der Ort ist auf der Topographischen Aufnahme der Rheinlande von 1817 als Mühlenholz verzeichnet. Die Preußische Uraufnahme von 1845 zeigt den Wohnplatz ebenfalls unter dem Namen Mühlenholz. Ab der Preußischen Neuaufnahme von 1892 ist der Ort auf Messtischblättern regelmäßig als Müllenholz verzeichnet.
1822 lebten 20 Menschen im als Hof kategorisierten Ort, der nach dem Zusammenbruch der napoleonischen Administration und deren Ablösung zur Bürgermeisterei Overath im Kreis Mülheim am Rhein gehörte. Für das Jahr 1830 werden für den als Müllenholz bezeichneten Ort 23 Einwohner angegeben. Der 1845 laut der Uebersicht des Regierungs-Bezirks Cöln als Hof kategorisierte Ort besaß zu dieser Zeit vier Wohngebäude mit 20 Einwohnern, alle katholischen Bekenntnisses.
Die Liste Einwohner und Viehstand von 1848 zählt in Müllenholz 21 Bewohner und nennt Namen: Johann Odenthal, Peter Steinbach und Heinrich Schneppensiepen, alles Ackerer mit Viehbestand – den Tagelöhner Joseph Kümmeler und den Wittib (Witwer) Wilhelm Neuhaus, ohne Gewerb, der als arm bezeichnet wird.
Die Gemeinde- und Gutbezirksstatistik der Rheinprovinz führt Müllenholz 1871 mit neun Wohnhäusern und 35 Einwohnern auf. Im Gemeindelexikon für die Provinz Rheinland von 1888 werden für Müllenholz neun Wohnhäuser mit 39 Einwohnern angegeben. 1895 besitzt der Ort neun Wohnhäuser mit 35 Einwohnern, 1905 werden sieben Wohnhäuser und 35 Einwohner angegeben.